# Judo na Igrzyskach Ameryki Środkowej i Karaibów 2014
Turniej judo na igrzyskach Ameryki Środkowej i Karaibów odbył się w dniach 20-23 listopada 2014 roku w Veracruz.

## Klasyfikacja medalowa
Gospodarz zawodów został zaznaczony kolorem.
| Miejsce | Państwo           |    |    |    | Razem |
| ------- | ----------------- | -- | -- | -- | ----- |
| 1       | Kuba              | 13 | 4  | 1  | 18    |
| 2       | Wenezuela         | 2  | 2  | 11 | 15    |
| 3       | Kolumbia          | 2  | 0  | 5  | 5     |
| 4       | Meksyk            | 1  | 5  | 8  | 14    |
| 5       | Dominikana        | 0  | 4  | 4  | 8     |
| 6       | Portoryko         | 0  | 3  | 4  | 7     |
| 7       | Trynidad i Tobago | 0  | 0  | 1  | 1     |
| .       | Haiti             | 0  | 0  | 1  | 1     |
| .       | Nikaragua         | 0  | 0  | 1  | 1     |
| .       | Gwatemala         | 0  | 0  | 1  | 1     |
| .       | Honduras          | 0  | 0  | 1  | 1     |
| Razem   | Razem             | 18 | 18 | 36 | 72    |

## Medaliści

### Mężczyźni
| Konkurencja: | Złoto: | Srebro: | Brąz: |
| −55kg        | Leonardo Meriño | Enrique Martinez | David Garcia Jesus Aguero |
| −60kg        | Javier Peña | Abel Montero | Nabor Castillo John Fittinico |
| −66kg        | Sergio Mattey | Wander Mateo | Jesus Chaparro Gilberto Solar |
| −73kg        | Magdiel Estrada | Augusto Miranda | David Tavera Wlunkis Herrera |
| −81kg        | Pedro Castro | Iván Silva | Gadiel Miranda Marcos Fiquereo |
| −90kg        | Isao Cardenas | Andy Granda | Mervin Rodríguez Alexis Chiclana |
| −100kg       | José Armenteros | Sergio García | Christopher George Nelson Lopez |
| Ponad 100kg  | Pedro Pineda | Óscar Brayson | Ramón Pileta Rafael Ferrer |
| Drużynowo    | Kuba · Janier Pena · Magdiel Estrada · Iván Silva · Andy Granda · José Armenteros · Gilberto Solar · Óscar Brayson | Wenezuela · Javier Guédez · Elias Pinero · Mervin Rodríguez · Nelson Lopez · Sergio Mattey · Pedro Pineda · Wlunkis Herrera · Jesus Aguero | Portoryko · Jeffrey Ruiz · Augusto Miranda · Gadiel Miranda · Alexis Chiclana · Rafael Ferrer · Angel Dones · Dominikana · Wander Mateo · Lwilli Santana · Marcos Fiquereo · Cristhian Gomera · Jesse de Leon · Abel Montero · José Vásquez |

### Kobiety
| Konkurencja: | Złoto: | Srebro: | Brąz: |
| −44kg        | Dayaris Mestre | Sandra Sánchez | Naibet Chirinos Evelyn Solis |
| −48kg        | Maria Laborde | Edna Carrillo | Luz Álvarez Diana Ortíz |
| −52kg        | Yanet Bermoy | María García | Mónica Hernández Linouse Desravine |
| −57kg        | Aliuska Ojeda | Luisa Jiménez | Sayra Laguna Anriquelis Barrios |
| −63kg        | Maricet Espinosa | Andrea Gutiérrez | Diana Velasco Juana Villanueva |
| −70kg        | Yuri Alvear | Onix Cortés | Elvismar Rodríguez Andrea Poo |
| −78kg        | Yalennis Castillo | Karen León | Eliveri Villanueva Miriam Gonzalez |
| Ponad 78kg   | Idalys Ortíz | Melissa Mojica | Vanessa Zambotti Emileidys López |
| Drużynowo    | Kuba · Dayaris Mestre · Yanet Bermoy · Aliuska Ojeda · Maricet Espinosa · Onix Cortés · Yalennis Castillo · Idalys Ortíz | Meksyk · Edna Carrillo · Mónica Hernández · Karla Tapia · Andrea Gutiérrez · Andrea Poo · Miriam González · Vanessa Zambotti | Wenezuela · Diana Ortíz · Anriquelis Barrios · Wisneiby Machado · Karen León · Jormary Palma · Naibet Chirinos · Emileidys López · Dominikana · María García · Luisa Jiménez · Juana Villanueva · Katherine Otaño · Leidi Germán · Eliveri Villanueva · Isandrina Sánchez |